# Eilika ze Schweinfurtu
Eilika ze Schweinfurtu byla saská vévodkyně a sestra Břetislavovy manželky Jitky.

## Životopis
Eilika ze Schveinfurtu se narodila okolo roku 1005 a poslední záznam o ní se váže k 10. prosinci 1059, ovšem datum jejího úmrtí nelze s přesností určit. Pocházela z bavorské šlechtické rodiny, byla dcerou Jindřicha Nordgavského a Gerbergy z Grabfeldu (970 – po roce 1036). Okolo roku 1020 se provdala za Bernarda II. Saského, tím se stala vévodkyní a manželovi porodila pět dětí:
- Ordulf Saský (1022–1072)
- Heřman Saský (zemřel 1086)
- Gertruda Saská (1030–1113)
- Hedvika Saská (zemřela 1096)
- Ida Saská (zemřela 31. července 1102)